# Dentinho
Bruno Ferreira Bonfim, meglio noto come Dentinho (San Paolo, 19 gennaio 1989), è un calciatore brasiliano, attaccante del Brasiliense.

## Carriera

### Club
Scartato a causa di una carente massa muscolare dal San Paolo e dal Santos, Dentinho è cresciuto nelle giovanili del Corinthians. Ha debuttato in prima squadra nel derby con il Palmeiras il 30 giugno 2007 ed ha segnato il suo primo gol contro il Fluminense nello stesso anno.
Il 21 maggio del 2011 si trasferisce allo Šachtar per 7,5 milioni di Euro. Esordisce con la sua nuova maglia il 10 luglio 2011 nella vittoria interna contro l'Obolon', riuscendo anche a segnare un goal.
Il 24 gennaio 2013 si trasferisce in prestito, fino a dicembre dello stesso anno, ai turchi del Beşiktaş.
Il 20 luglio 2014, dopo aver disputato ad Annecy una partita amichevole con il Olympique Lione, assieme a Fred, Alex Teixeira, Douglas Costa e Facundo Ferreyra, si è rifiutato di tornare in Ucraina, in quanto nell'est del paese si era aggravato il conflitto tra l'esercito ucraino ed i separatisti filorussi e proprio tre giorni prima nell'oblast' di Donec'k era stato abbattuto il Boeing 777-200ER della Malaysia Airlines, in servizio fra l'aeroporto di Amsterdam-Schiphol, nei Paesi Bassi, e l'aeroporto di Kuala Lumpur, in Malaysia, causando la morte di 298 persone.
L'8 novembre 2021 rescinde il contratto con la società ucraina. Rimane svincolato sino al 2 marzo 2022, giorno in cui si accasa al Ceará.

## Statistiche

### Presenze e reti nei club
Statistiche aggiornate all'8 novembre 2021.
| Stagione           | Squadra            | Campionato         | Campionato | Campionato | Coppe nazionali | Coppe nazionali | Coppe nazionali | Coppe continentali | Coppe continentali | Coppe continentali | Altre coppe | Altre coppe | Altre coppe | Totale | Totale |
| Stagione           | Squadra            | Comp               | Pres       | Reti       | Comp            | Pres            | Reti            | Comp               | Pres               | Reti               | Comp        | Pres        | Reti        | Pres   | Reti   |
| ------------------ | ------------------ | ------------------ | ---------- | ---------- | --------------- | --------------- | --------------- | ------------------ | ------------------ | ------------------ | ----------- | ----------- | ----------- | ------ | ------ |
| 2010               | Corinthians        | A1/SP+A            | 14+17      | 6+2        | -               | -               | -               | CL                 | 8                  | 2                  | -           | -           | -           | 39     | 10     |
| 2011               | Corinthians        | A1/SP+A            | 16+0       | 4          | -               | -               | -               | CL                 | 2                  | 0                  | -           | -           | -           | 18     | 4      |
| Totale Corinthians | Totale Corinthians | Totale Corinthians | 30+17      | 10+2       |                 | -               | -               |                    | 10                 | 2                  |             | -           | -           | 57     | 14     |
| 2011-2012          | Šachtar            | PL                 | 18         | 3          | KU              | 2               | 0               | UCL                | 0                  | 0                  | SU          | 0           | 0           | 20     | 3      |
| 2012-gen. 2013     | Šachtar            | PL                 | 4          | 1          | KU              | 1               | 0               | UCL                | 0                  | 0                  | SU          | 0           | 0           | 5      | 1      |
| gen.-giu. 2013     | Beşiktaş           | SL                 | 6          | 0          | TK              | -               | -               | -                  | -                  | -                  | -           | -           | -           | 6      | 0      |
| 2013-gen. 2014     | Beşiktaş           | SL                 | 2          | 0          | TK              | 0               | 0               | UEL                | 1                  | 0                  | -           | -           | -           | 3      | 0      |
| Totale Beşiktaş    | Totale Beşiktaş    | Totale Beşiktaş    | 8          | 0          |                 | 0               | 0               |                    | 1                  | 0                  |             | -           | -           | 9      | 0      |
| gen.-giu. 2014     | Šachtar            | PL                 | 1          | 0          | KU              | 1               | 0               | UEL                | -                  | -                  | SU          | -           | -           | 2      | 0      |
| 2014-2015          | Šachtar            | PL                 | 11         | 1          | KU              | 5               | 1               | UCL                | 0                  | 0                  | SU          | 0           | 0           | 16     | 2      |
| 2015-2016          | Šachtar            | PL                 | 14         | 2          | KU              | 5               | 0               | UCL+UEL            | 3+5                | 1+0                | SU          | 1           | 0           | 28     | 3      |
| 2016-2017          | Šachtar            | PL                 | 23         | 5          | KU              | 2               | 0               | UCL+UEL            | 2+6                | 0+1                | SU          | 0           | 0           | 33     | 6      |
| 2017-2018          | Šachtar            | PL                 | 17+8       | 1+0        | KU              | 3               | 0               | UCL                | 5                  | 0                  | SU          | 1           | 0           | 34     | 1      |
| 2018-2019          | Šachtar            | PL                 | 6+6        | 0+4        | KU              | 2               | 1               | UCL+UEL            | 2+0                | 0+0                | SU          | 0           | 0           | 16     | 5      |
| 2019-2020          | Šachtar            | PL                 | 10+1       | 2+0        | KU              | 1               | 0               | UCL+UEL            | 2+0                | 0                  | SU          | 1           | 0           | 15     | 2      |
| 2020-2021          | Šachtar            | PL                 | 14         | 3          | KU              | 1               | 0               | UCL+UEL            | 4+0                | 1+0                | SU          | 0           | 0           | 21     | 4      |
| lug.-nov. 2021     | Šachtar            | PL                 | 4          | 1          | KU              | 1               | 1               | UCL                | 1+1                | 0+0                | SU          | 0           | 0           | 7      | 2      |
| Totale Šachtar     | Totale Šachtar     | Totale Šachtar     | 137        | 23         |                 | 24              | 3               |                    | 31                 | 3                  |             | 3           | 0           | 197    | 29     |
| 2022               | Ceará              | A                  | 5          | 0          | CB              | 1               | 0               | CS                 | 2                  | 0                  | CdN         | 1           | 0           | 9      | 0      |
| Totale carriera    | Totale carriera    | Totale carriera    | 197        | 35         |                 | 25              | 3               |                    | 44                 | 5                  |             | 4           | 0           | 272    | 43     |

## Palmarès

### Club

#### Competizioni nazionali
- Campionato brasiliano di seconda divisione: 1

Corinthians: 2008
- Coppa del Brasile: 1

Corinthians: 2009
- Campionato ucraino: 6

Šachtar: 2011-2012, 2013-2014, 2016-2017, 2017-2018, 2018-2019, 2019-2020
- Coppa d'Ucraina: 5

Šachtar: 2011-2012, 2015-2016, 2016-2017, 2017-2018, 2018-2019
- Supercoppa d'Ucraina: 5

Šachtar: 2012, 2014, 2015, 2017, 2021

#### Competizioni statali
- Campionato paulista: 1

Corinthians: 2009

### Nazionale
- Campionato sudamericano Under-20: 1

Venezuela 2009